# Palacio de Ksar Said
El palacio de Ksar Said (en francés: palais de Ksar Saïd) es un antiguo palacio beylical tunecino situado en Bardo, en las afueras de la ciudad de Túnez. Está muy próximo al Museo Nacional del Bardo.

## Historia
El edificio era inicialmente la residencia preferida de Ismaíl Es-Sunní, alto dignatario de la dinastía huseinita y cuñado de los soberanos Mohammed Bey y Sadok Bey. En 1867, Ismaíl Es-Sunní fue acusado de complot contra este último y ejecutado. Sadok Bey tomó posesión del palacio, lo bautizó de forma auspiciosa Ksar Saïd («Palacio Bienaventurado») y se instaló en él en 1869, tras haberle introducido notables transformaciones. El palacio de Ksar Saïd fue testigo de la firma del Tratado del Bardo, el 12 de mayo de 1881, que marcó el comienzo del protectorado francés de Túnez.
Tras la muerte de Sadok Bey, en 1882, el palacio fue abandonado por su sucesor Ali III Bey, quien prefirió instalarse en La Marsa.
A comienzos del siglo XX, el palacio volvió a ser una residencia beylical bajo Muhammad IV Bey, el único soberano que viviría allí después de Sadok Bey. En 1951, Muhammad VIII Bey hizo de Ksar Said la sede de un centro hospitalario que llevó su nombre antes de renombrarse como hospital Aboulkacem-Chabbi en 1957. Durante este periodo, el palacio sufrió varias transformaciones y añadidos.
Dada la importancia histórica del palacio, en 1981 se propuso instalar en él un museo de historia moderna y contemporánea de Túnez. Por diversas razones, nunca se acabó de inaugurar el museo, al postergarse una vez tras otra Tras la revolución tunecina de 2010-2011, se consideró la creación, en el seno del palacio, de un museo consagrado a los beyes de las dinastías huseinita (1705-1957) y muradita (1613-1702). En 2016-2017, acogió una exposición titulada «El despertar de una nación» (L'Éveil d'une nation) y consagrada a la época de las reformas emprendidas por Túnez entre 1830 y 1881.

## Decoración

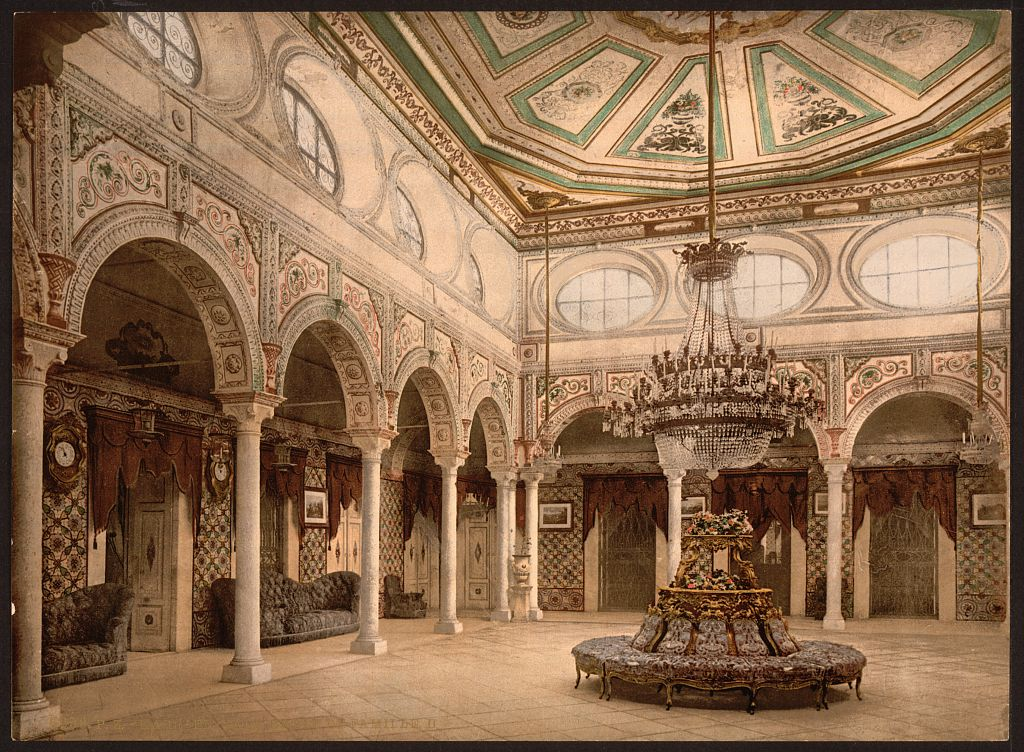
Gran salón o patio cubierto decorado con un peristilo de mármol, cerámica, estuco y un techo pintado al estilo italiano. La sala está iluminada por ventanales en forma de ojos de buey.

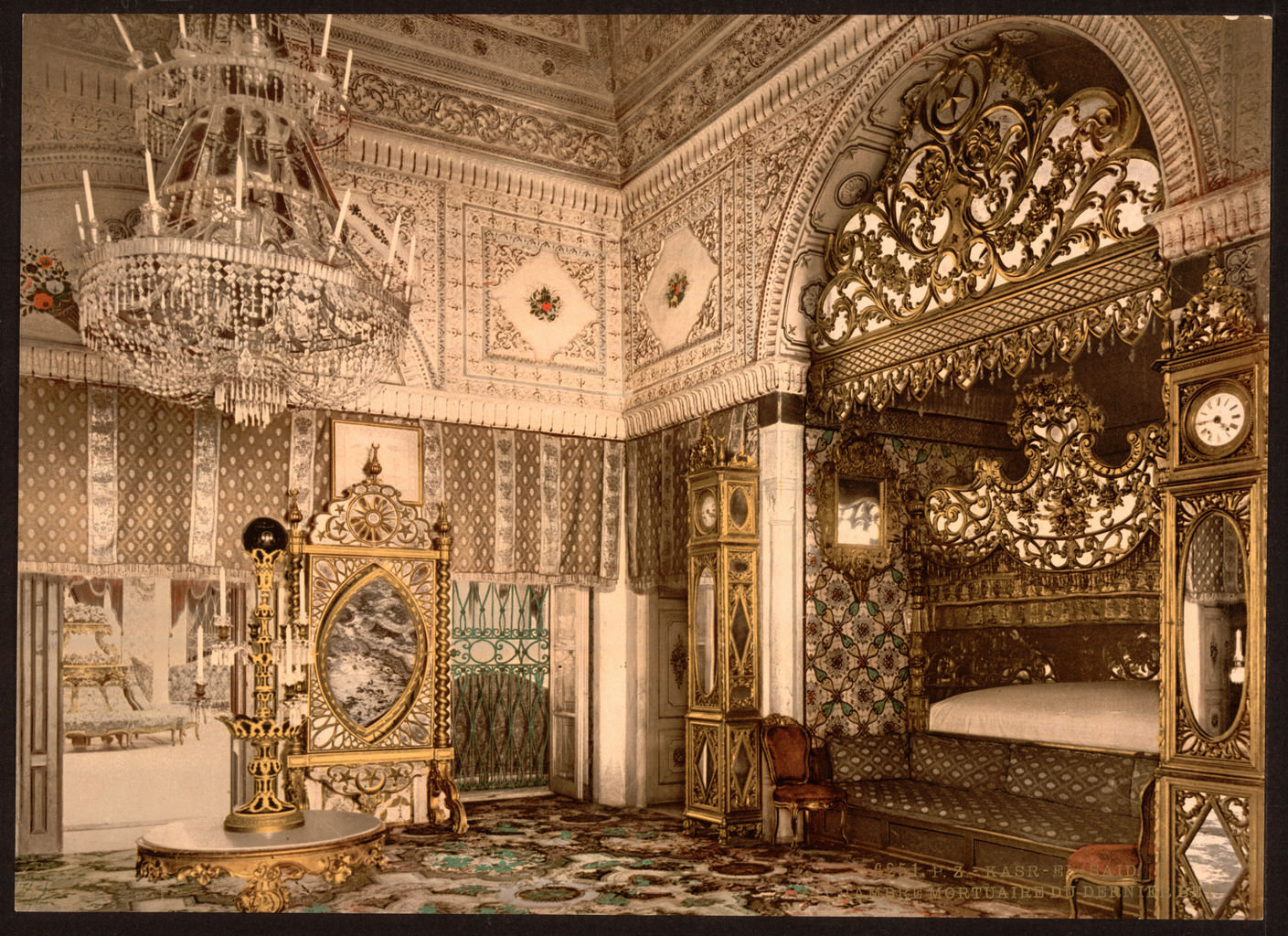
Aposentos del bey en Ksar Said.

Por su arquitectura y decoración, Ksar Said se asemeja a los palacios y residencias beylicales del Túnez del siglo XIX. Muestra profundas influencias europeas, pero también cierta fidelidad al repertorio arquitectónico y decorativo local. Este sincretismo, lejos de ser una mezcla de géneros, constituye una exitosa síntesis en la que conviven armoniosamente diversos estilos gracias a la habilidad de los constructores del palacio.
La influencia europea es visible ya en la arquitectura general del palacio. La primacía se da en el primer piso, que pasa a ser así la parte noble del edificio. Asimismo se encuentran los salones ceremoniales y las dependencias privadas del bey. Esta influencia se atestigua en gran medida en la decoración interior de las habitaciones: todas las paredes están revestidos de azulejos de cerámica importados principalmente de Italia, a los que se añade el mármol blanco importado de Carrara, visible en las columnas y los capiteles, en los marcos de las puertas y los pavimentos, etc. Todos los cuadros ejecutados sobre los techos son también de factura italiana, al igual que los muebles, cortinas y accesorios, como muestran diversas fotografías y postales de principios del siglo XX.
Esta predilección por el estilo europeo, muy clara en Ksar Said, no se traduce en el abandono de la tradición local. El repertorio arquitectónico y decorativo tunecino se puede apreciar en dos salones ceremoniales del primer piso con vistas al patio central. El salón de la derecha tiene, como la mayoría de las casas tunecinas, un plano en T con dormitorios. El salón de la izquierda tiene una bóveda de cañón revestida de esculturas en yeso con motivos de rosetas, ejecutadas con la técnica de nakch hdida.

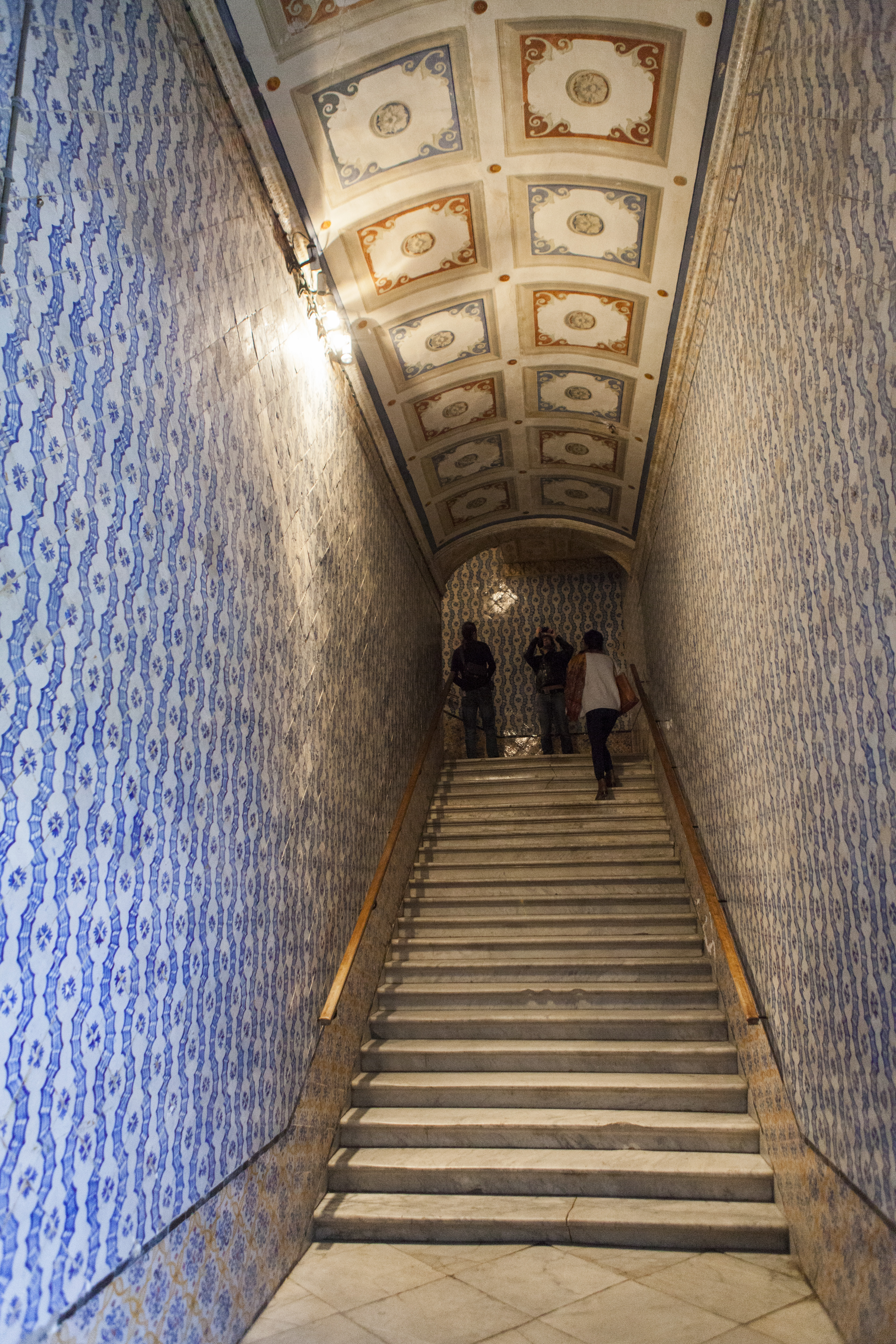
Escalera de mármol que conduce al piso noble. El techo y las cerámicas murales son de estilo italiano.
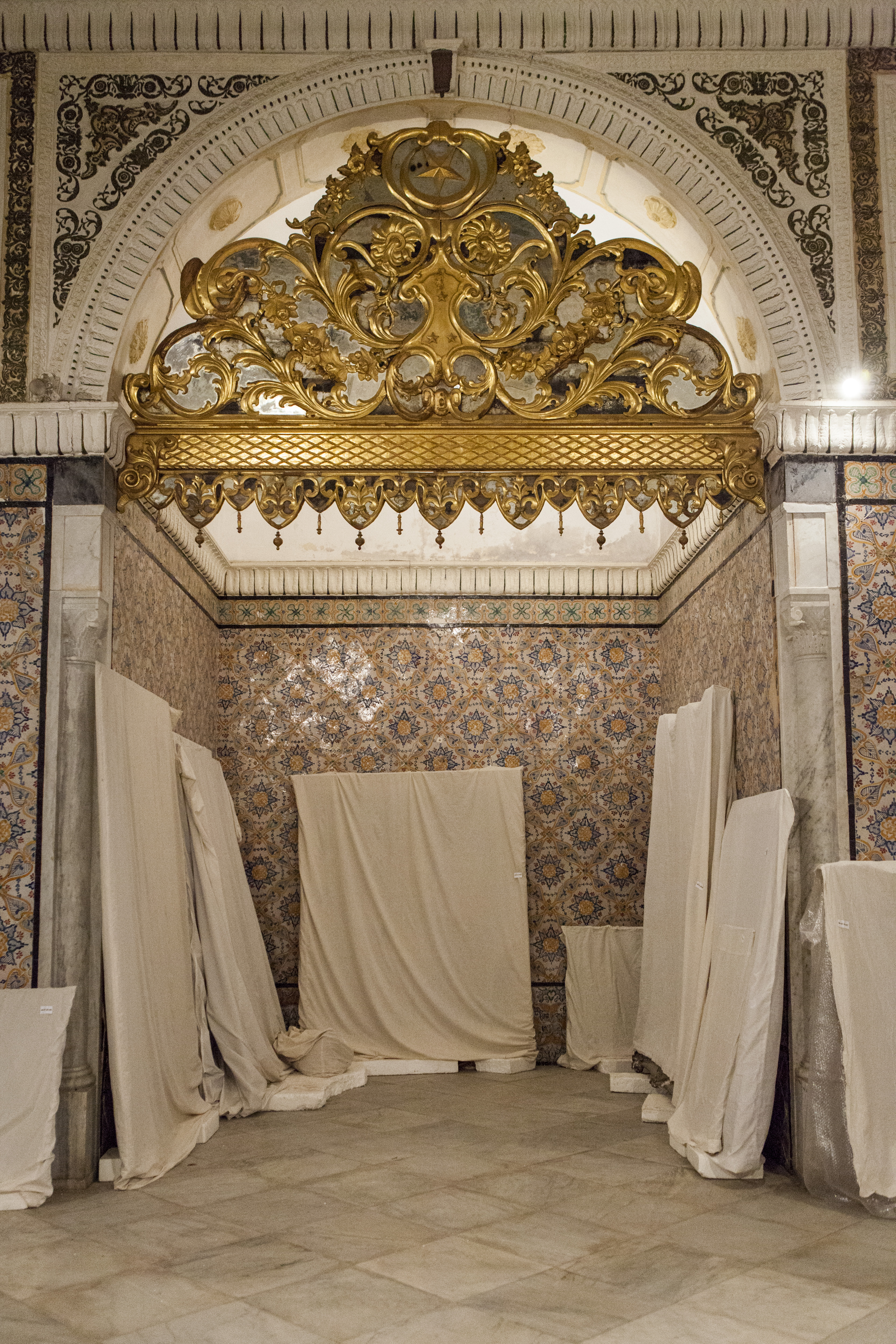
Decoración, tallada y dorada, que llena el arco semicircular de la habitación de una cámara del palacio.

## Colecciones
El palacio de Ksar Said alberga colecciones notables. La mayor de ellas consta de cuadros históricos de grandes dimensiones que representan a estadistas tanto nacionales como extranjeros, así como escenas significativas de la historia del país.

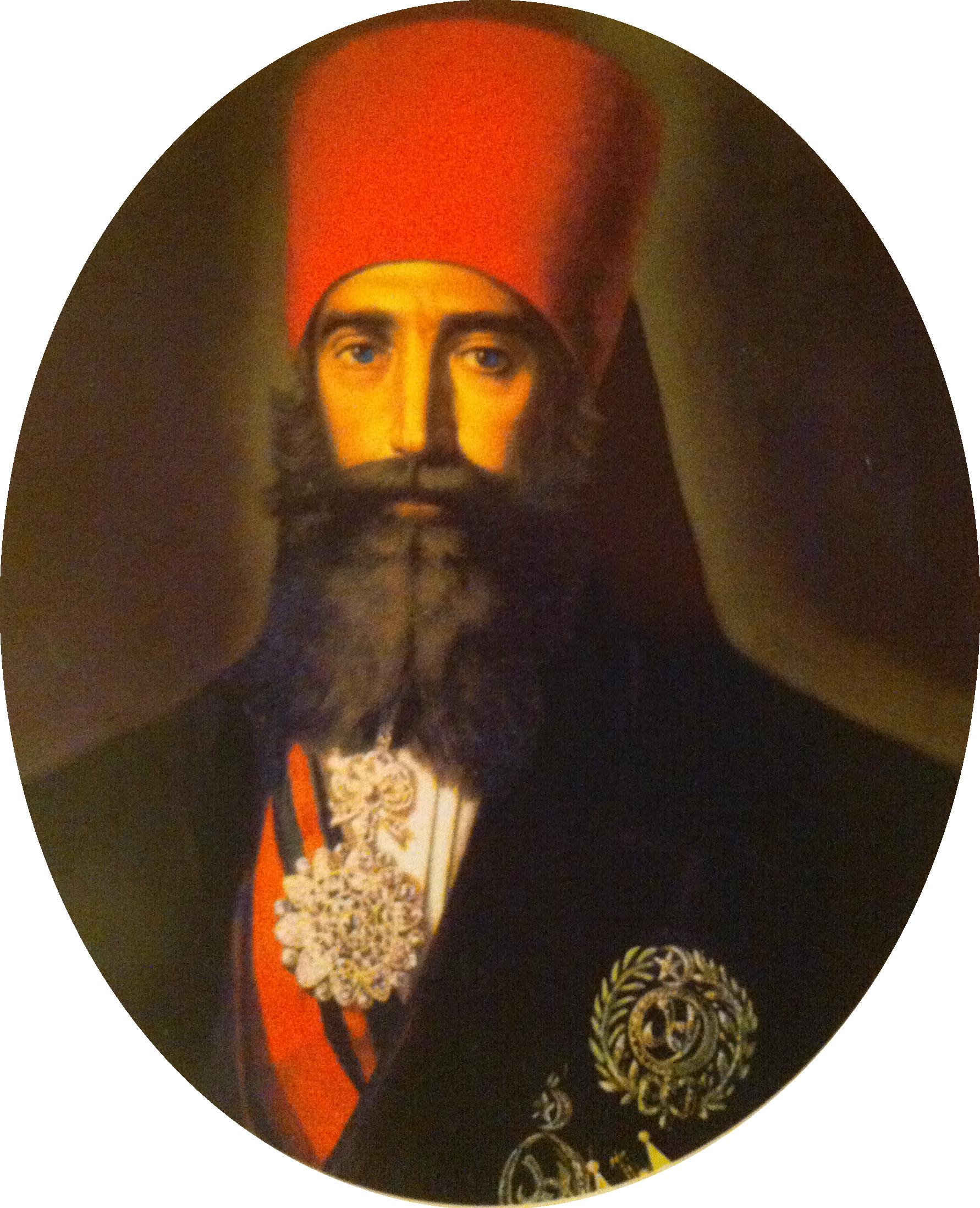
Retrato de Ahmed I Bey (1850), que forma parte de las colecciones pictóricas del palacio.

Entre estos cuadros, se puede citar el de Ahmed I Bey con uniforme europeo, Sadok Bey con la mano sobre la constitución de 1861, Kheireddine como general de brigada, el gran visir Mustafá Khaznadar de joven, Víctor Manuel II de Italia, Luis II de Baviera, etc. Otros cuadros inmortalizan acontecimientos de la vida política nacional de la época como el regreso del ejército tunecino de Crimea en 1856, el encuentro de Sadok Bey con Napoleón III en Argel en 1860, o la audiencia acordada en Bruselas por el rey de Bélgica, Leopoldo I a Kheireddine, enviado especial del bey.

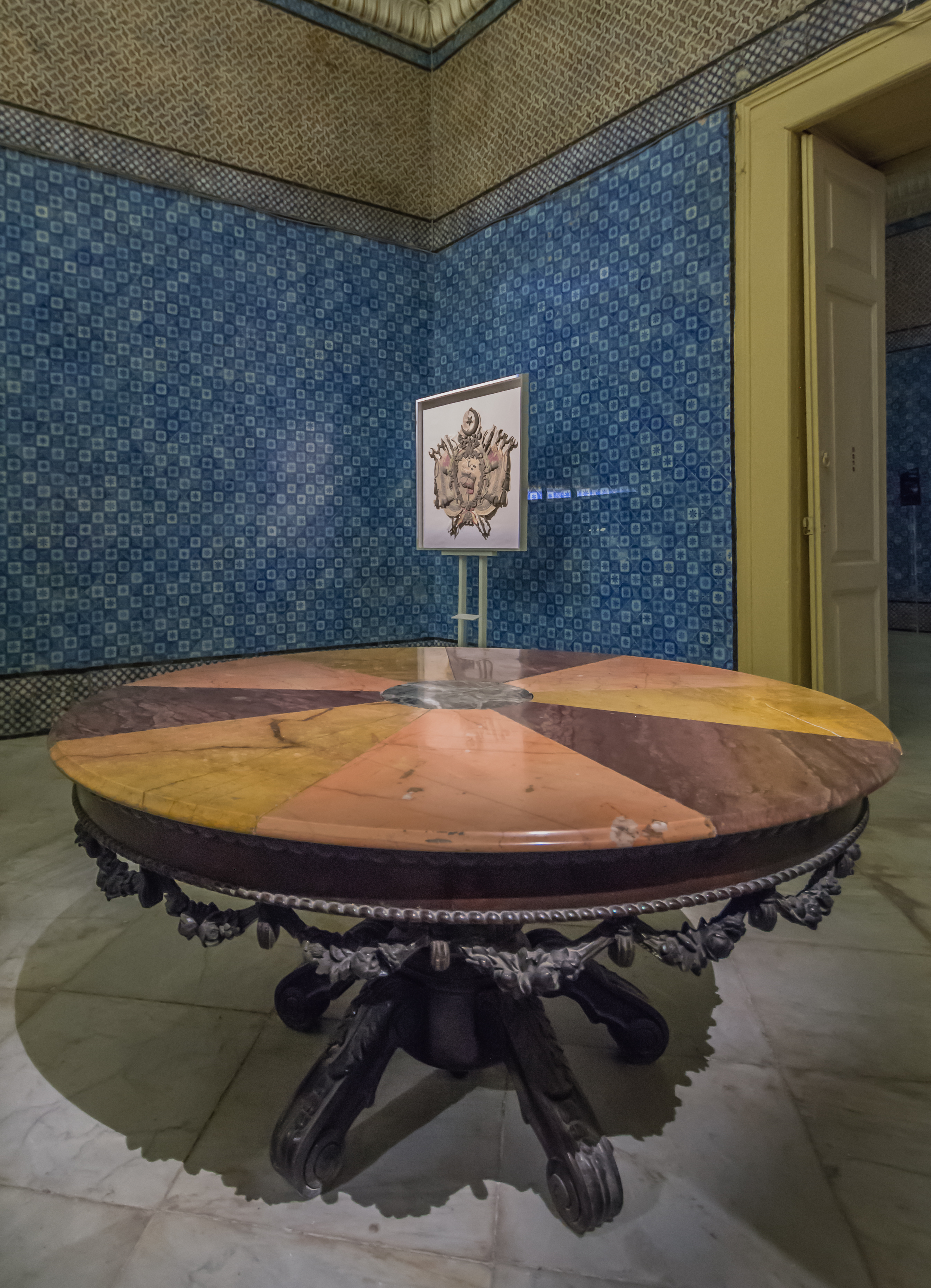
Velador de 1881

Estos cuadros, unos sesenta, llevan la firma de los maestros de la pintura europea de la época, como Charles Gleyre, Auguste Moynier, Alexandre de Belle, Charles-Philippe Larivière, Feodor Dietz, etc. El palacio cuenta igualmente con mobiliario histórico diverso de fabricación local o importado. Entre los muebles más notables, se encuentran los tronos beylicales de mediados del siglo XIX decorados con pan de oro. Sin embargo, el mueble principal es el velador de 1881 donde se firmaron con 83 años de diferencia el tratado que establecía el protectorado francés, el 12 de mayo de 1881, y el decreto del presidente Habib Bourguiba, del mismo día de 1964, que nacionalizaba las tierras agrícolas ocupadas por los colonos.
A estas colecciones se añade otra de decoraciones y medallas huseinitas de los siglos XIX y XX. Se trata, en la mayoría de los casos, de la Orden de la Gloria, hecha de plata y pintada con los colores beylicales, el rojo y el verde.